# Fu (naczynie)
Fu – wykonywane z brązu naczynie służące do przechowywania żywności, używane w starożytnych Chinach od środkowej epoki Zhou (ok. 900–600 p.n.e.) do końca Okresu Walczących Królestw (475-221 p.n.e.).
Wsparte na czterech nogach naczynie fu miało w przekroju kształt prostokąta i składało się z podstawy oraz pokrywki, wyglądających niemal identycznie.